# Rommel (band)
Rommel (ロンメル) is een voormalige Japanse thrashmetalband uit Tokio, opgericht in 1987.

## Geschiedenis
Net als andere, soortgelijke thrashmetalbands uit Japan, zoals Rosenfeld, Mein Kampf en Mephistopheles, droegen de bandleden nazi-kleding en swastika-armbanden met het doel te choqueren. Het was een extremere variant van visual kei.
Gitarist Hisashi speelde in 1986 nog een periode bij X Japan (toentertijd X geheten). In de tijd dat hij bij Rommel speelde, had hij als bijnaam "Shu". Oud-bassist Hikaru Utaka speelde eveneens bij X Japan. Gitarist Uda speelde tevens bij Dementia en de Tokyo Yankees. Eind 1988 viel Rommel uiteen.

### Demo's ('87-'88)
Rommel bracht drie gelimiteerde demo's uit. De tweede demo, uitgebracht begin 1988, verscheen nogmaals met een andere hoes. Er zijn nooit nummers van de band op cd verschenen en de band bracht al hun muziek uit in eigen beheer.

## Bandleden (laatst bekende bezetting)
- Hisashi "Jun" Takai (gitaar, zang)
- Sin (gitaar)
- Ami (bassgitarist)
- Uda (drums)

## Oud-leden
- Hikaru Utaka (basgitarist)
- Yoshiaki (drums)
- Singo Otani (gitaar)

## Discografie
- 1987 - Rommel - Vol. 1
- 1988 - Second Demo
- 1988 - Indiscriminate Attack Three